# Rupert Ignaz Mayr
Rupert Ignaz Mayr (Schärding, 1646 - Freising, 7 de febrer de 1712) fou un violinista, compositor i mestre de capella alemany. Restà al servei del príncep bisbe d'Eichstadt i de l'elector de Múnic, i després fou mestre de capella de Freising. Compongué Palestra musicae (Augsburg, 1674); Psalmodia brevis ad vesperas totis anni, XXXV offertoria dominicalia (Augsburg, 1704) i Salms a tres, quatre, cinc i sis veus (Augsburg, 1706).